# Lockheed Martin Sea Ghost
Lockheed Martin Sea Ghost – projektowany, amerykański bezzałogowy aparat latający o obniżonej skutecznej powierzchni odbicia radiolokacyjnego. Zaprojektowany w zakładach Skunk Works należących do Lockheed Martin dla United States Navy.

## Historia
W połowie 2012 roku wytwórnia Lockheed Martin zaprezentowała na swojej stronie internetowej rysunek przedstawiający fragment nowego bezzałogowego aparatu latającego przeznaczonego dla US Navy. Maszyna powstała w ramach programu budowy bezzałogowych samolotów pokładowych przeznaczonych do wypełniania zadań rozpoznawczych, zwiadowczych i bojowych, atakowania wykrytych celów przy użyciu przenoszonego przez aparat uzbrojenia. W programie określanym jako Unmanned Carrier Launched Airborne Surveillance and Strike (UCLASS) konkurowały ze sobą maszyny Boeing Phantom Ray, Northrop Grumman X-47B będący morską wersją X-47A oraz General Atomics Sea Avenger również będący pochodną Avengera (znanego wcześniej jako Predator C). Projekt Lockheeda bazuje na doświadczeniach koncernu uzyskanych podczas budowy Lockheed Martin RQ-170 Sentinel i Lockheed Martin F-35 Lightning II. Ostatecznie program UCLASS został przekształcony w projekt pokładowego systemu tankowania powietrznego (Carrier-Based Aerial-Refueling System - CBARS). Bezzałogowe powietrzne cysterny zachowałyby ograniczone zdolności wykonywania misji patrolowo-dozorowych, a misje o charakterze rozpoznawczo-uderzeniowym miałyby charakter szczątkowy. Zwycięzcą w programie CBARS została firma Boeing i jej Boeing MQ-25 Stingray. Brak danych technicznych nowego aparatu. Maszynę zaprojektowano w układzie latającego skrzydła.